# Daniele Ganser
Daniele Ganser (Lugano, 29 de agosto de 1972) es un historiador suizo.
Se hizo conocido por su disertación Los ejércitos secretos de la OTAN en Europa, publicada en 2005. Desde entonces, Ganser ha publicado sobre las acciones militares de los países de la OTAN, que califica de contrarias al derecho internacional y sobre los picos de producción mundial de petróleo.

## Biografía
Daniele Ganser nació en 1972 como hijo del pastor Gottfried Ganser (1922-2014)  y su esposa, la enfermera Jeannette Ganser. Asistió a la Escuela Rudolf Steiner en Basilea durante doce años, luego al Gimnasio Holbein hasta su Matura en 1992. Luego hizo el servicio militar obligatorio. Luego estudió historia antigua y moderna, filosofía e inglés en la Universidad de Basilea, la Universiteit van Amsterdam y la London School of Economics and Political Science (LSE) con especialización en relaciones internacionales. Después de graduarse de la Facultad de Historia Filosófica de la Universidad de Basilea (1998) realizó investigaciones allí y en la LSE. Jussi Hanhimäki acompañó su proyecto.
En 2000/2001 recibió su doctorado en filosofía con Georg Kreis en el Seminario Histórico de Basilea con la disertación Operación Gladio en Europa Occidental y Estados Unidos con "insigni cum laude".
De 2001 a 2003, Ganser fue responsable de las relaciones internacionales y el análisis de políticas en el grupo de expertos Avenir Suisse con sede en Zúrich.
Encabezó la campaña Avenir Suisse por la iniciativa popular de Suiza para incorporarse a la ONU.
En 2003 fue miembro del Consejo Asesor del Departamento Federal de Relaciones Exteriores para la consolidación de la paz civil y los derechos humanos.
De 2003 a 2006 fue investigador senior en el Centro de Investigación de Estudios de Seguridad (CSS) en la ETH Zurich.  En 2006, Ganser y otros investigadores fundaron una rama suiza de la Asociación Británica para el Estudio del Peak Oil and Gas (ASPO), de la cual fue miembro de la junta directiva hasta 2012. La asociación se disolvió en 2018.   De 2007 a 2010 fue investigador asociado y profesor en el Departamento de Historia de la Universidad de Basilea, donde estuvo involucrado en el proyecto “Peak Oil”.
Sus principales áreas de investigación fueron “Historia Internacional Contemporánea desde 1945”, “Guerra encubierta y geoestrategia”, “Servicios secretos y Fuerzas Especiales”, “Cúspide del petróleo y guerras de recursos” y “Empresas y derechos humanos”.
En 2011, Ganser cofundó el SIPER Swiss Institute for Peace and Energy Research AG en Basilea y lo encabeza como miembro del consejo de administración. Es el director del Instituto Suizo para la Investigación por la Paz y Energía (SIPER, Swiss Institute for Peace and Energy Research.) y el presidente de ASPO-Suiza (Association for the Study of Peak Oil and Gas). SIPER comercializa conferencias, ensayos, libros y entrevistas de Ganser.  Además de él, SIPER emplea a un geólogo calificado, un contador y un ex gerente de la industria energética. El grupo de trabajo nombra como visión un suministro de energía completamente regenerativa y el fin de la espiral de violencia.
De 2012 a 2017, Ganser fue "Profesor de competencia reflexiva" en un instituto de la Universidad de St. Gallen  y ofreció una conferencia sobre la historia y el futuro de los sistemas energéticos con Rolf Wüstenhagen.
En 2017, varios científicos suizos criticaron la asignación docente de Ganser debido a que sus tesis sobre el 11 de septiembre eran dañinas para la reputación de ese instituto;  otros lo defendieron.
Según el profesor responsable Caspar Hirschi, la Universidad de St. Gallen canceló la asignación docente de Ganser para 2018 debido a la reforma del curso correspondiente.
Ganser se describe a sí mismo como un investigador de la paz. Así lo llama el sociólogo Andreas Anton.. En abril de 2016, la Asociación Mensa de Alemania otorgó a Ganser el IQ Prize 2015 en la categoría “Transferencia inteligente de conocimientos”.  Es el consejo editorial del portal Rubicón. 
Buscando temas de investigación para su tesis de doctorado a principios de 1998, el Edecán Daniele Ganser se fue interesando en el fenómeno Gladio. El mismo explica inicialmente en su libro "Los Ejércitos secretos de la OTAN. La Operación Gladio y el terrorismo en Europa occidental", tras cuatro años de ardua investigación, que a pesar de su gran importancia para la historia, política, social y militar más reciente de Europa occidental y los Estados Unidos, sólo se había llevado a cabo un trabajo muy limitado sobre el fenómeno de los ejércitos secretos de la OTAN. Aspectos que se volverán a abrir lentamente en la investigación histórica, pese a ser todavía ampliamente desconocidos.
Su trabajo de investigación dejó perplejo a los servicios de inteligencia de las naciones de la OTAN, precisamente porque este ha sido un tema secreto revelado públicamente, lo que ofrece amenaza judicial latente, a las administraciones y a los responsables en los parlamentos. Cuando los ejércitos secretos de Gladio fueron descubiertos en Europa en 1990, afirma Daniele Ganser en su libro, que aunque la operación "stay-behind" comenzó oficialmente en 1952, todo el complejo terrorista existía desde hacía mucho tiempo antes, incluso antes de nacer en la mente de Allen Dulles.  Los ejércitos secretos conocidos como unidades "stay-behind", fueron construidos después de la Segunda Guerra Mundial por la CIA y el MI6, bajo las directrices de los "Protocolos Secretos" de la OTAN, como unidades clandestinas anticomunistas terroristas.
Los ejércitos secretos, que fueron entrenados por la inteligencia angloamericana agencias CIA y el MI6 y en otras 14 naciones miembros de la Alianza militar cometieron delitos de mayor cuantía en forma organizada, al interior de la Organización del Tratado del Atlántico Norte, -OTAN-, como parte de un plan concebido para todos los países miembros de la alianza militar. Las naciones participantes del plan han sido además responsables de asesinatos, torturas, secuestros, sabotajes, entrenamiento para el terrorismo, golpes de Estado y terrorismo calificado.
Daniele Ganser afirma que, durante todo este tiempo, Estados Unidos ha organizado las redes terroristas en Europa desde el "Departamento de Acción encubierta", de la CIA norteamericana, para la realización de actividades de sabotaje, atentados terroristas atribuidos falsamente, y con alevosía a la izquierda tradicional, especialmente para evitar que los comunistas tuvieren acceso al poder. El descrédito pre-eleccional de las coaliciones, o partidos socialistas, o comunistas ha sido de primera prioridad para impedir así la popularidad entre las masas votantes.
La estrategia terrorista ha sido descrita en los "Protocolos Secretos de la OTAN", de 1949, que obliga a todas las naciones miembros de la Alianza militar al resguardo y protección de la extrema derecha, o neonazis, por ser considerados aliados en la lucha en contra del enemigo común, el comunismo. Tales formas de actividades de terrorismo ha sido denominado como "Terrorismo de falsa bandera". Estrategia utilizada especialmente en períodos en los que la CIA ha necesitado justificaciones para cambios en las disposiciones legales internas u externas, o para ejercitar el poder operativo poco antes de iniciación de procesos invasionales. Esa estrategia perdura hoy en día como medio de propiciar el miedo hacia el Islam y de justificar guerras por el petróleo.
Ganser explora los temas de energía, la guerra y la paz desde una perspectiva geoestratégica, y manifiesta en su página oficial (sólo en alemán y en inglés) que miles de personas hoy en día están comprometidos con la paz mundial, e interesadas en las energías renovables. Él cree que puede ayudar a los científicos a superar algunas de las mentiras y la brutalidad que aún influye en nuestro mundo actual. Sus enfoques de investigación, se han centrado en los tópicos tales como la historia Internacional desde 1945, la geo-estrategia de la guerra encubierta con la inteligencia y fuerzas especiales contemporáneas, tanto como en las guerras por los recursos del petróleo. Daniele Ganser se dedica al análisis interacadémico internacional, con especialistas en la Globalización actual, trabajando en función de la defensa de los Derechos Humanos, con la colaboración de especialistas en criminología internacional, desde Universidades de todos los continentes.
Ganser tiene una hija y un hijo.  Vive con su familia cerca de Basilea.